# Norman Powell

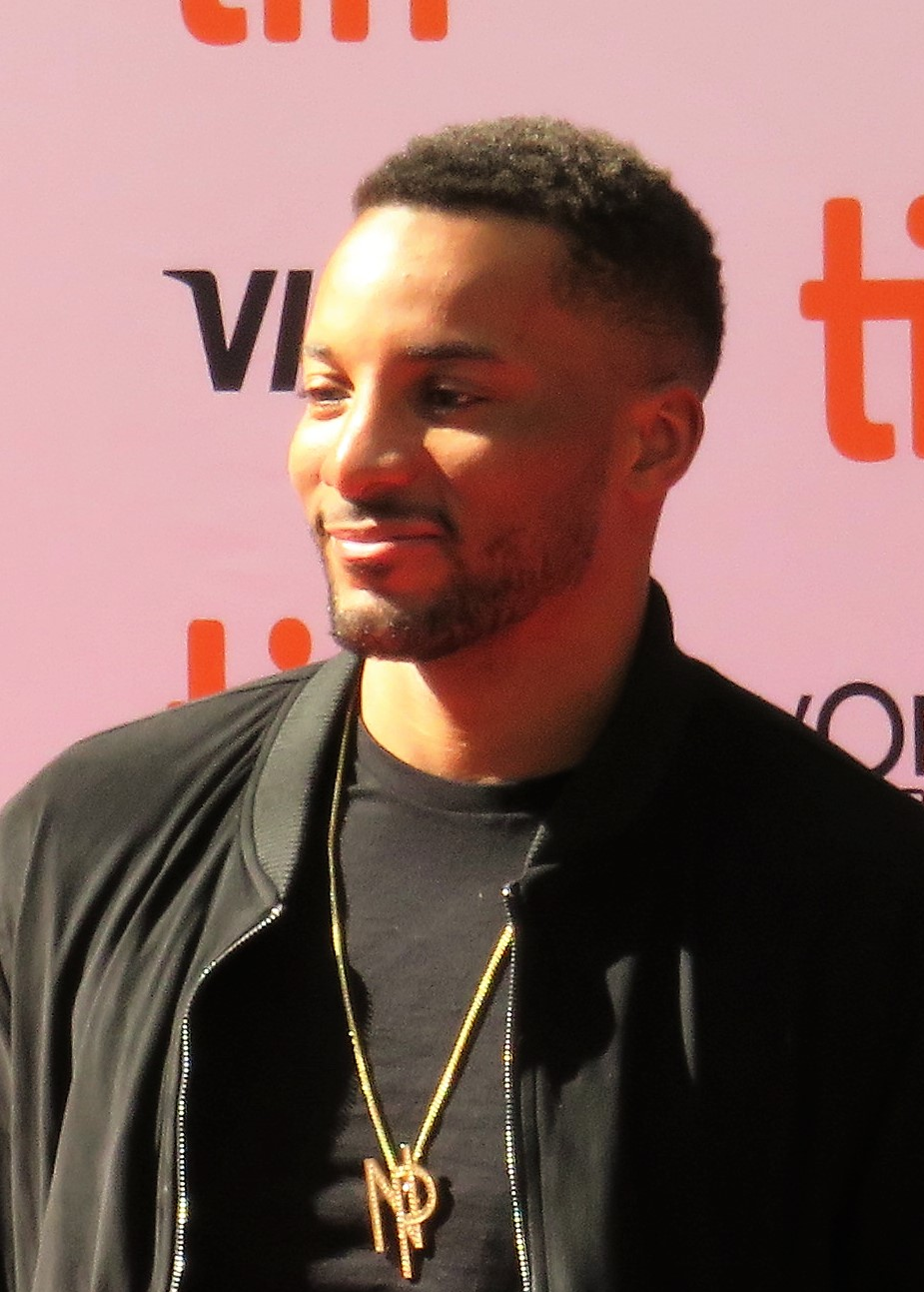
Norman Powell, 2017.

Norman Powell, född 25 maj 1993 i San Diego i Kalifornien, är en amerikansk professionell basketspelare (SG/SF) som spelar för Miami Heat i National Basketball Association (NBA). Han har tidigare spelat för Toronto Raptors, Portland Trail Blazers och Los Angeles Clippers.
Powell var med och vinna NBA-mästerskapet, tillsammans med Toronto Raptors, för säsongen 2018–2019.
Han draftades av Milwaukee Bucks i andra rundan i 2015 års draft som 46:e spelare totalt.
Innan Powell blev proffs studerade han vid University of California, Los Angeles och spelade för deras idrottsförening UCLA Bruins.